# Aleksandrowka (rejon lebiażjewski)
Aleksandrowka (ros. Александровка) – wieś (dieriewnia) w Rosji, w obwodzie kurgańskim, w rejonie lebiażjewskim. W 2010 liczyła 33 mieszkańców.